# Lompolanjärvi
Lompolanjärvi är en sjö i kommunen Enare i landskapet Lappland i Finland. Arean är 47 hektar och strandlinjen är 4,67 kilometer lång. Sjön  ingår i Pasvik älvs huvudavrinningsområde.   Den ligger omkring 270 kilometer norr om Rovaniemi och omkring 970 kilometer norr om Helsingfors. 
Lompolanjärvi ligger väster om Pitkä Lompolo. 